# Castello di Benrath
Il Castello di Benrath, o Palazzo Benrath (in tedesco: Schloss Benrath) è un edificio situato a Benrath, quartiere di Düsseldorf, città della Renania Settentrionale-Vestfalia, Germania, costruito in stile barocco e costituisce una una maison de plaisance, ovvero palazzo del piacere, dedito infatti alla caccia e a feste. Costruito nel XVIII secolo, fu commissionato per l'elettore Carlo Teodoro del Palatinato .

## Storia

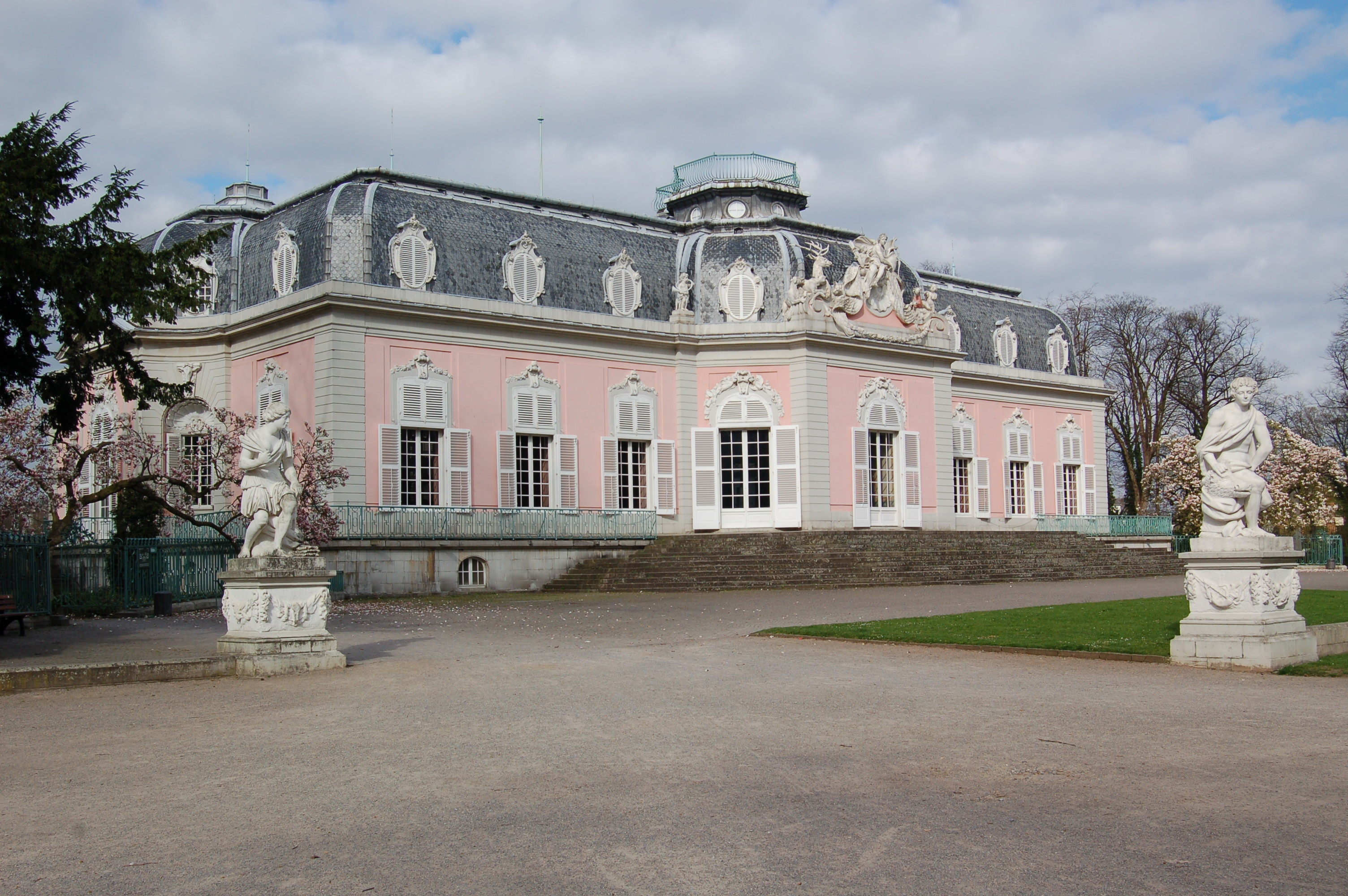
Lato meridionale del castello di Benrath.

Nel 1755, il principe elettore Carlo Teodoro del Palatinato, membro della casa Wittelsbach e successivamente elettore di Baviera, incaricò il suo direttore dei giardini e degli edifici, il francese Nicolas Pigage, di costruire un palazzo di piacere e di caccia. Doveva fungere da residenza estiva e di caccia vicino alla sua residenza secondaria a Düsseldorf e in seguito da residenza vedovile per la moglie, Elisabetta Augusta, che morì nel 1794, tre anni prima del consorte. Dopo le interruzioni dei lavori, il palazzo fu completato nel 1771. Il castello di Benrath corrisponde alla tipologia della maison de plaisance, ovvero palazzo di piacere (aristocratico), e collega architettura e paesaggio attraverso assi visivi e percorsi. A prima vista, la struttura di base della facciata corrisponde al concetto di residenza di campagna aristocratica e di palazzo di piacere, che fin dal Rinascimento era limitato a un piano o un piano e mezzo. A Benrath venne creato un complesso multifunzionale all'avanguardia, con un nucleo di quattro piani sopra un seminterrato e quasi 80 stanze. 

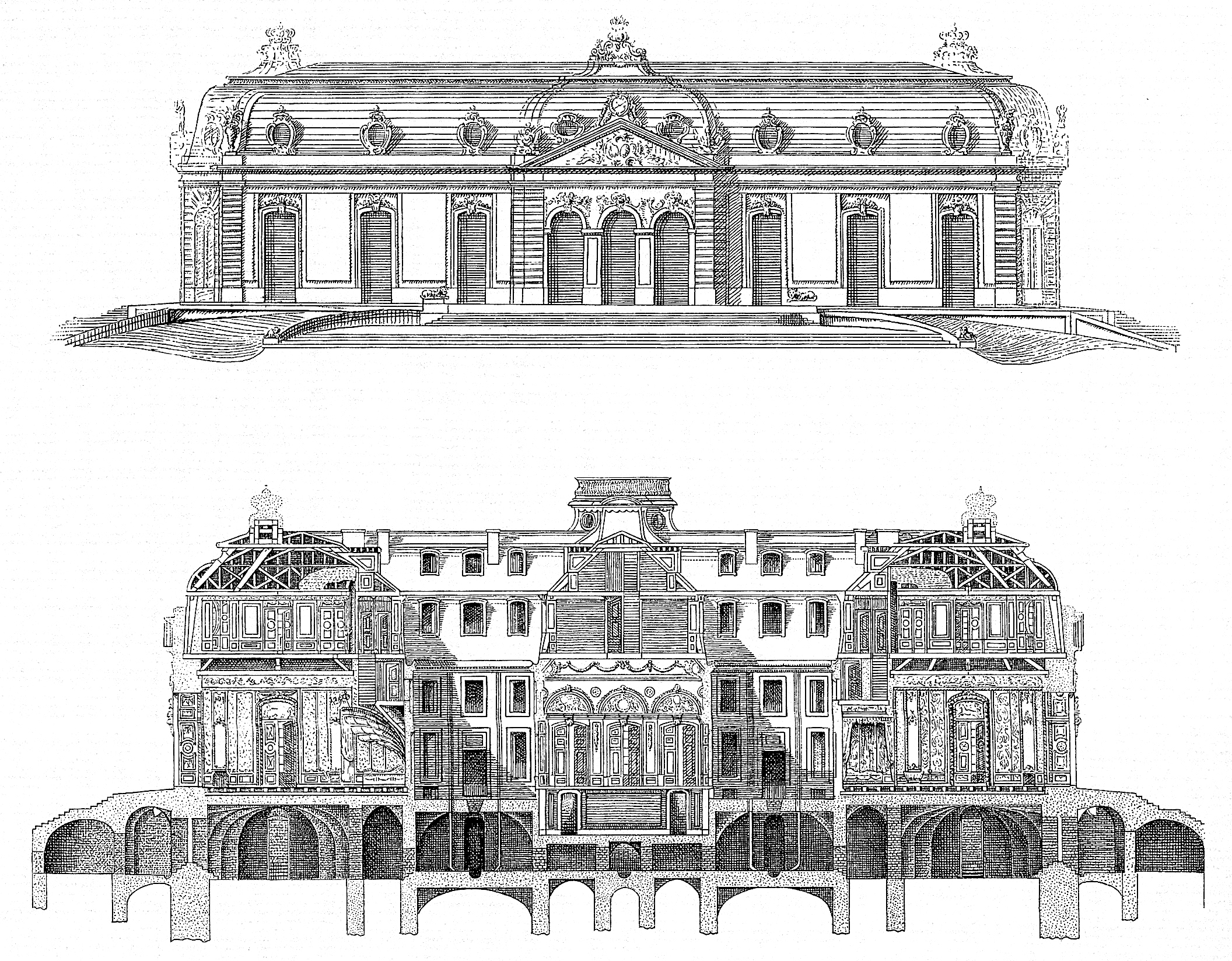
Progetto originale del castello tedesco.

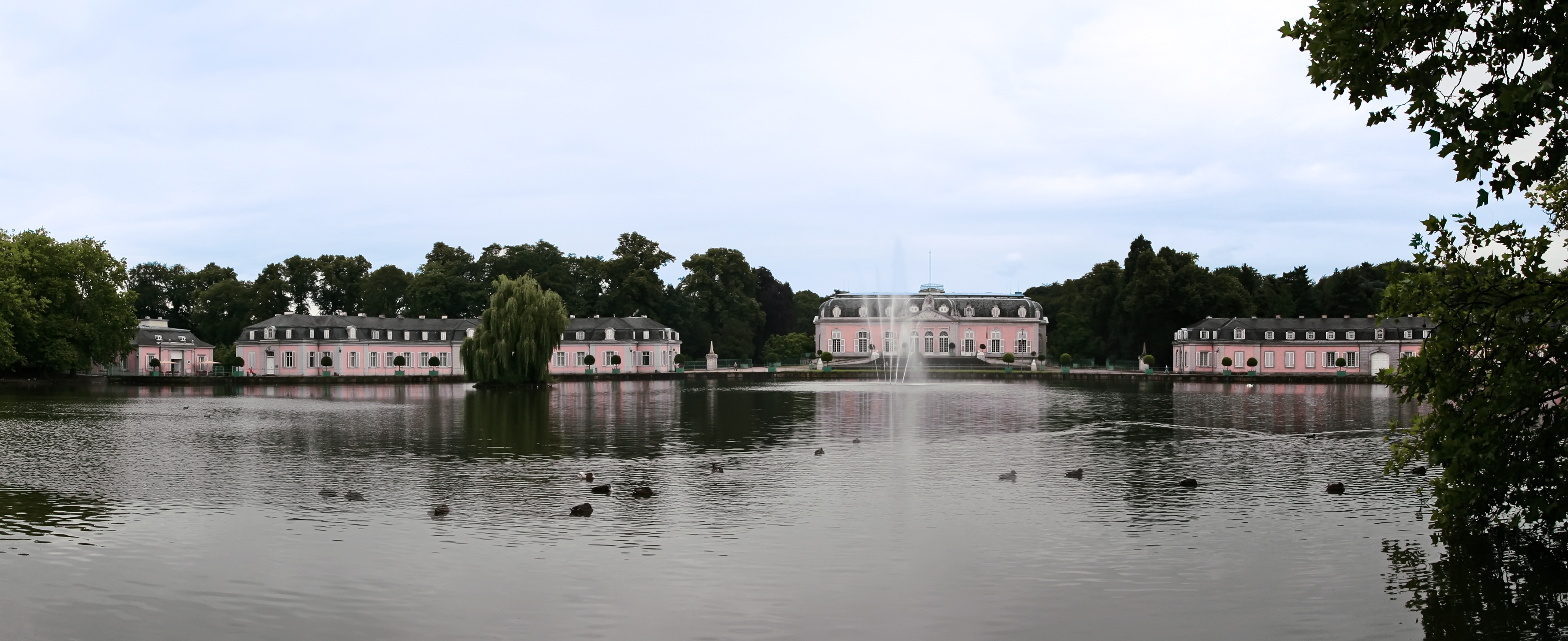
La veduta dell'intero complesso.

Il genio di Pigage è evidente nel design unico e altamente influente del palazzo: a differenza dei palazzi tradizionali con numerosi edifici separati, Benrath presenta un corpo centrale (edificio principale) affiancato da due ali simmetriche - la Kavaliersflügel (ala dei cavalieri) e la Wirtschaftsflügel (ala dell'economia) - tutte collegate tra loro da portici e cortili. Questa disposizione innovativa crea un insieme armonioso, con l'edificio principale specificamente progettato per offrire una splendida vista sia sui giardini formali che sul parco informale all'inglese. Lo scopo principale dell'edificio principale, spesso chiamato Corps de Logis, non era la vita quotidiana, ma i grandi ricevimenti, le feste e lo sfondo del calendario sociale estivo della corte. Gli interni riflettono l'eleganza dello stile rococò, caratterizzato da delicati colori pastello, intricati stucchi e un senso di leggerezza  . Oggi lo Schloss Benrath funziona come un complesso museale poliedrico, gestito dalla Stiftung Schloss und Park Benrath (Fondazione Schloss e Parco Benrath). Ospita tre musei distinti: il Museo Corps de Logis, situato nell'edificio principale del palazzo, permette ai visitatori di sperimentare le stanze di stato meticolosamente restaurate come apparivano nel XVIII secolo, ed espone gli arredi sfarzosi, le opere d'arte e la routine quotidiana della corte elettorale, offrendo uno sguardo vivido sulla vita di corte rococò. L'accesso avviene spesso tramite visita guidata per preservare i delicati interni. Vi è inoltre il Museo dell'arte dei giardini europei (Museum für Europäische Gartenkunst), ospitato nella Kavaliersflügel orientale, è dedicato alla storia e allo sviluppo dell'arte dei giardini in Europa e presenta progetti, modelli e opere d'arte relativi a giardini famosi, illustrando l'evoluzione della progettazione del paesaggio dall'antichità a oggi. L'ultimo dei tre musei è il Museo di Storia Naturale (Naturkundemuseum), situato nella Wirtschaftsflügel occidentale, che si concentra sulla flora e sulla fauna locali del parco di Benrath e della regione del Reno .

## Giardini
L'edificio è collegato alle due ali tramite passaggi sotterranei ed è dotato di un sistema di drenaggio collegato ai corsi d'acqua adiacenti. Questo sistema serviva a raccogliere l'acqua piovana e a deviare le acque reflue dai moderni servizi igienici. L'arredo architettonico riflette i temi tipici di un palazzo di campagna: la caccia di corte, le feste rurali, le gioie della natura e la promozione e il godimento di arte, letteratura e scienza. Uno degli aspetti più notevoli è la perfetta integrazione dell'architettura con il parco circostante di 60 ettari. Il parco stesso è un capolavoro di architettura del paesaggio, che incorpora diversi stili, come il Giardino formale francese, immediatamente adiacente al palazzo principale, è caratterizzato da precisione geometrica, siepi curate, fontane e sculture, che riflettono gli ideali classici di ordine e controllo sulla natura, il parco paesaggistico inglese, progettato con principi più naturalistici, tra cui sentieri tortuosi, boschetti di alberi, rovine artificiali e laghetti sereni, che creano panorami pittoreschi, una foresta e acqua, difatti l'intero parco è attraversato da canali, stagni e aree boschive, che aumentano il senso di tranquillità e offrono diversi habitat ecologici. Questo intervento paesaggistico ha fatto sì che ogni finestra del palazzo offrisse una vista accuratamente composta, rendendo la natura parte integrante dello spazio abitativo  .

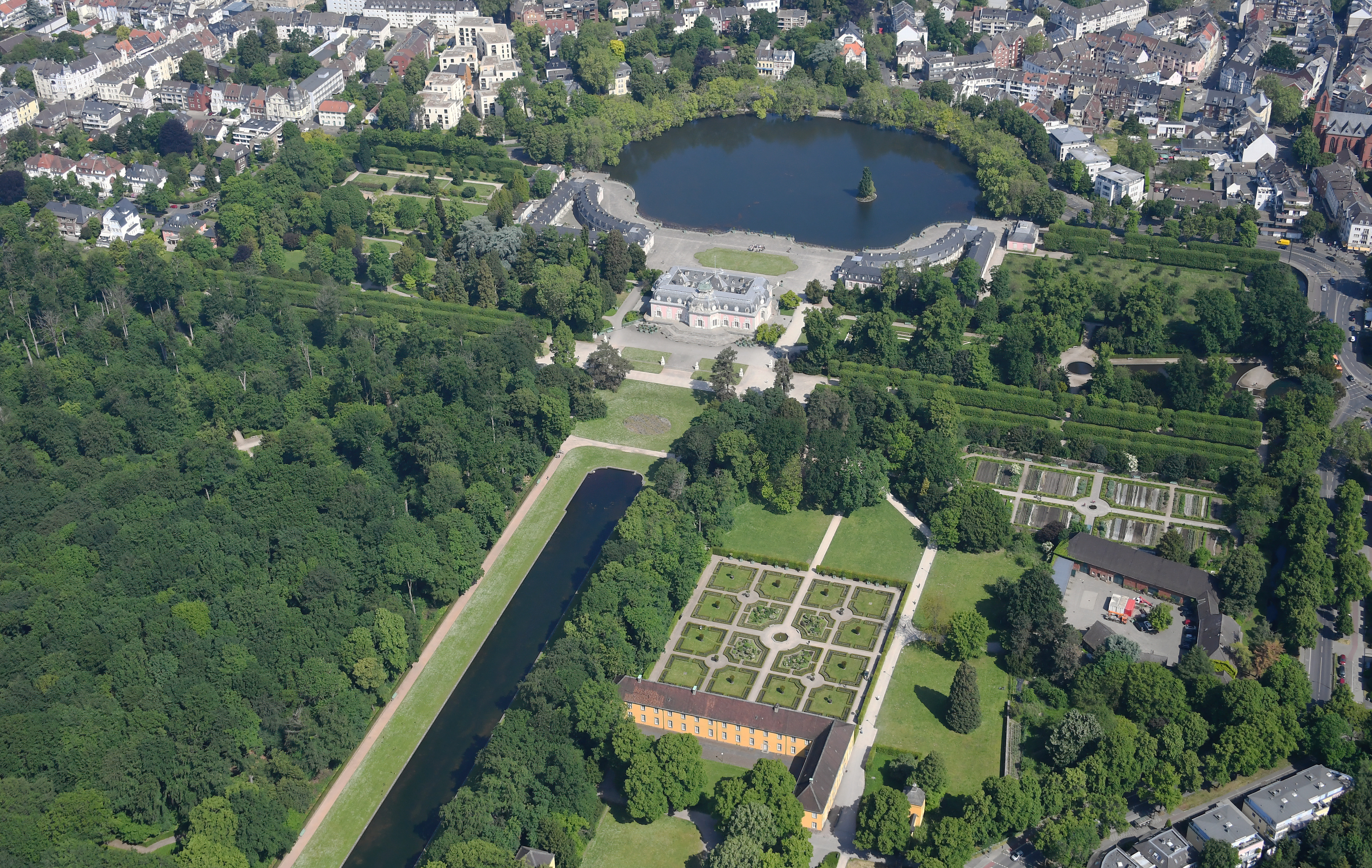
Veduta aerea del castello e del giardino correalto.